# ЗАЗ Sens
ЗАЗ Сенс (у минулому Деу Сенс, англ. ZAZ Sens, Daewoo Sens) — легковий передньоприводний автомобіль з кузовами седан або хетчбек Запорізького автомобілебудівного заводу. З 2008 року автомобіль продається під назвою ЗАЗ.   Sens є бюджетною версією Daewoo Lanos, оснащеною двигуном, коробкою передач та радіатором українського виробництва. Частину автомобілів виробили на замовлення інвалідів та ветеранів Другої Світової Війни.

## Історія моделі
У 2000 році СП «АвтоЗАЗ-Деу» представило модель Lanos T100 із двигуном i коробкою передач виробництва України. Новий автомобіль одержав позначення ЗАЗ-Daewoo L-1300. Його було розроблено спільно українськими та корейськими фахівцями. Силовий агрегат Мелітопольського моторного заводу МеМЗ 301 об'ємом 1,3 л оснащувався карбюратором Solex і розвиває 63 к. с. при 5500 об/хв. Автомобіль оснащено 5-тиступеневою механічною коробкою передач українського виробництва. Модель пропонувалася з найпопулярнішим кузовом седан.
У 2001 році автомобіль L-1300 отримує новий двигун інжекторний МеМЗ 307 об'ємом 1,3 л потужністю 70 к. с. при 5500 об/хв.
У 2002 році за результатами конкурсу «Подаруй машині ім'я», який проходив з 17 вересня 2001 року по 28 лютого 2002 року, а остаточний варіант оголосили на автосалоні SIA'2002, автомобіль отримав нове ім'я Daewoo Sens, замість цифрового позначення L-1300. Назву авто придумала сум'янка Світлана Солопченко.
У 2007 році автомобіль отримав назву ЗАЗ Sens і крім двигуна МеМЗ 307, отримав ще новий мелітопольський інжекторний двигун МЕМЗ 317 об'ємом 1,4 л потужністю 77 к. с. із корейською 5-ступеневою коробкою передач від Lanos (автомобілі з новим двигуном також називались ЗАЗ Lanos 1,4).
В вересні 2011 року на Столичному автошоу-2011 представлений ЗАЗ Sens із заводським ГБО. Він оснащений бензиновим 1,3-літровим двигуном і комплектом італійського газобалонного обладнання, яке встановлюється на автомобіль безпосередньо на заводі. Також в 2011,  ЗАЗ презентував оновлений Sens люксового виконання з кондиціонером, гідропідсилювачем керма, підігрівом сидінь та дзеркал. Також  ЗАЗ Sens отримав деякі оновлення в наступному 2012, завдяки оновленій  решітці радіатора, збільшеним дзеркалам, нового зразка сидіння, ковпаки покращеного дизайну. Починаючи з 2012, ЗАЗ Sens отримав збільшений  інтервал ТО до 15.000.  Гарантія на автомобіль збільшена до 3 роки або 100.000.
В січні 2012 року корпорація «УкрАВТО» почала продажі автомобілів ЗАЗ Sens з кузовом хетчбек.
В березні 2012 року на автомобілі ЗАЗ Sens почнуть встановлювати двигуни, які відповідають стандартам Євро-4.

## Будова автомобіля

### Кузов

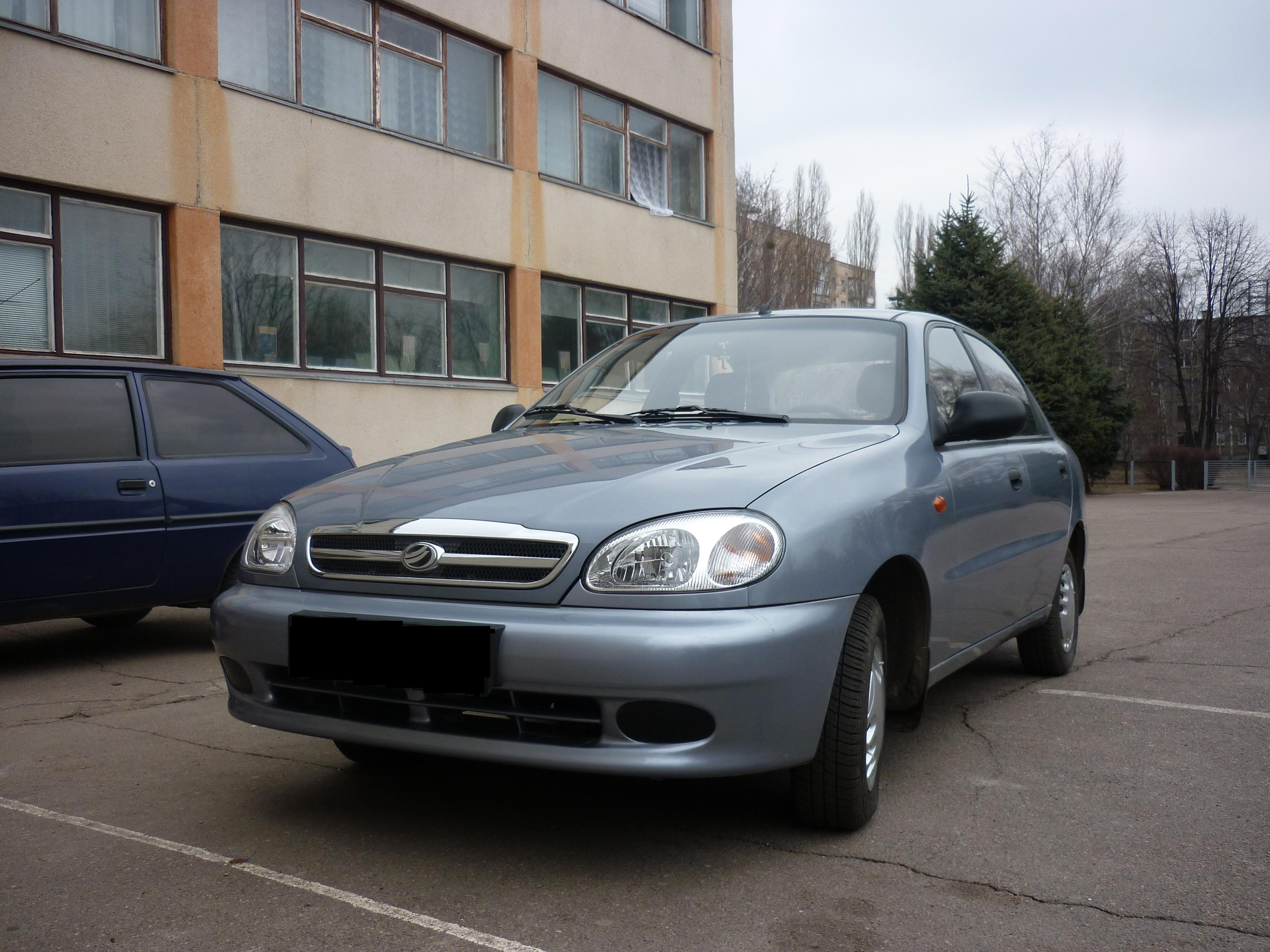
ЗАЗ Sens Т150

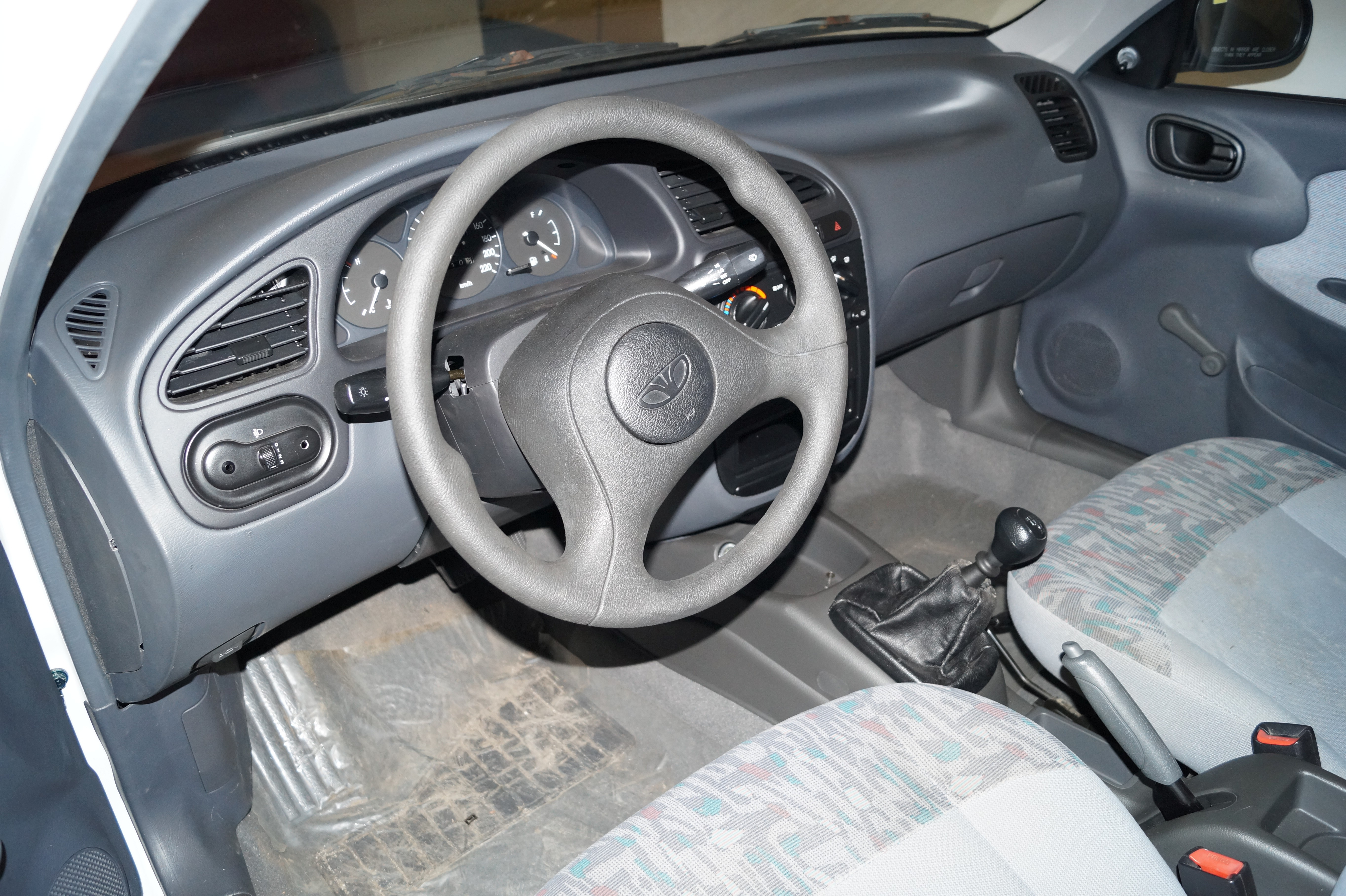
салон

Кузов Sens закритий, суцільнометалевий, несучого типу, у двох виконаннях: 4 дверний седан і 5 дверний хетчбек. Передній та задній бампери пластмасові, пофарбовані у колір кузова. Sens представлений у двох різновидах кузова: заводський індекс T100 та T150, що відрізняються іншою решіткою радіатора, безпекою силової структури кузова, задніми ліхтарями і кришкою багажника, електросхемою. Довжина автомобіля складає: седан — 4 237 мм, хетчбек — 4 074 мм, ширина — 1 678 мм, висота — 1 432 мм; колісна база — 2 520 мм. Маса спорядженого автомобіля становить 1 005—1 085 кг. Об'єм паливного бака 48 л. Спинка заднього сидіння складається з двох частин (60/40), якщо сидіння скласти, об'єм багажного відділення збільшиться: седан з 322 до 958 л, хетчбек з 288 до 880 л.

### Антикорозійний захист
Для виготовлення кузовних деталей використовуються сталеві листи, на які наноситься один з трьох типів захисних покриттів — цинково-нікелеве (MG30/30), цинкове (GA4S/45) і органічне (WU30/30Y). Тип покриття вибирається залежно від ступеня контакту окремих деталей з агресивним середовищем. Наприклад, зовнішні поверхні капота і дверей мають цинко-нікелеве покриття, а внутрішні — цинкове. Днище автомобіля і пороги захищені шаром цинку тільки зовні. Передні крила також мають тільки зовнішній захисний цинко-нікелевий шар. Біля кришки багажника органічне зовнішнє покриття і цинкове — внутрішньої сторони. На зовнішню поверхню боковини нанесений шар органіки, а на внутрішню — цинк. Покриті шаром цинку і внутрішні поверхні силових елементів — лонжеронів і поперечок моторного відсіку, а також щит передка. Вищевказаними способами від корозії захищені 83 кузовні деталі. Решта практично не піддаються впливу агресивного середовища, тому для їх захисту застосовують тільки лакофарбове покриття.

### Двигун
На автомобілі ЗАЗ Sens встановлюють двигуни Мелітопольського моторного заводу: карбюраторні 1,3 л (МеМЗ 301 — з карбюратором Solex), інжекторні об'ємом 1,3 л (МеМЗ 307) і 1,4 л (МеМЗ 317). Силові агрегати мають 4 циліндри, що розміщені в ряд поперек автомобіля. Всі двигуни чотиритактні, верхнеклапанні. Система змащування двигуна комбінована, під тиском змащуються підшипники колінчатого та розподільчого валів, осі «коромисел»; розбризкуванням оливи — циліндри та механізми газорозподілення. Систему вентиляції картера двигуна замкнено через повітроочисник. Система охолодження двигуна рідинна, закритого типу, з розширювальним бачком; клапан термостата відкривається при температурі +80 °C, повне відкриття при +95 °C; електровентилятор закріплено у кожусі радіатора, він вмикається автоматично. Система запалювання двигуна батарейна, безконтактна, номінальна напруга 12 В. Система випуску відпрацьованих газів налаштована, з резонатором і глушником, вихлопний патрубок розміщено ззаду ліворуч.
| Бензинові   |                |          |                  |             |                               |                          |                                   |                              |                       |              |
| Індекс      | Модель двигуна | Об'єм    | Система живлення | Клапани/ГРМ | Потужність при об/хв          | Крутний момент при об/хв | Розгін від 0 до 100 км/год секунд | Максимальна швидкість км/год | Витрата пального (EU) | Роки випуску |
| Дивигуни Р4 |                |          |                  |             |                               |                          |                                   |                              |                       |              |
| 1,3         | МеМЗ 301       | 1299 см³ | карбюратор       | 8/SOHC      | 63 к. с. (46,3 кВт)/5300-5500 | 101 Нм/3000-3500         | 15,6                              | 153                          | 5,7/7,5/8,7           | 2001-2002    |
| 1,3i        | МеМЗ 307       | 1299 см³ | інжектор         | 8/SOHC      | 70 к. с. (51,5 кВт)/5300-5500 | 108 Нм/3000-3500         | 15,3                              | 162                          | 5,5/7,2/8,5           | з 2002-2018  |
| 1,4i        | МеМЗ 317       | 1386 см³ | інжектор         | 8/SOHC      | 77 к. с. (56,6 кВт)/5300-5500 | 113 Нм/3000-3300         | 14,3                              | 160                          | 6,1/8,1/9,0           | 07/2007—2010 |
| 1.          |                |          |                  |             |                               |                          |                                   |                              |                       |              |

### Шасі

#### Трансмісія
Трансмісію автомобілів виконано за передньоприводною схемою з приводами передніх коліс різної довжини. В трансмісію автомобіля Сенс входять: зчеплення, коробка перемикання передач, приводи коліс.

##### Зчеплення
Зчеплення однодискове, сухе, з діафрагмовою натискною пружиною. Привод вимикання зчеплення — гідравлічний. Зусилля в ньому від педалі до вилки вимикання зчеплення передається через робочу рідину, що знаходиться в головному циліндрі, робочому циліндрі і трубопроводі що їх з'єднує. Як робоча рідина використовується гальмівна рідина.

##### Коробка передач
Автомобілі оснащено механічною п'ятиступеневою коробкою перемикання передач. На автомобілі з двигунами 1,4 встановлюється КПП виробництва Daewoo, а з двигунами 1,3 виробництва МеМЗ з індексом 301 (ця ж коробка з таким самим передавальним числом головної передачі з 1999 року встановлювалась на автомобіль ЗАЗ-110557-10 «Таврія Пікап», на моделі ЗАЗ-1102 «Таврія Нова» і ЗАЗ-1103 «Славута» встановлювали таку ж коробку але з меншим передавальним числом).
Коробка передач МеМЗ-301 механічна, двохвальна, трьохходова з п'ятьма передачами вперед і однією назад. Всі шестерні крім шестерень заднього ходу, косозубі з синхронізаторами. Переключення передач дистанційне, важелем і механізмом, встановленим на тунелі підлоги кузова. Головна передача — циліндрична, косозуба. Диференціал — симетричний, конічний з двома сателітами. Головна передача і диференціал розташовані в одному блоку з коробкою передач.
Передавальні числа КПП МеМЗ-301 для карбюраторних і інжекторних двигунів об'ємом 1,3:
| Передача         | Передаточне число |
| ---------------- | ----------------- |
| Перша            | 3,454             |
| Друга            | 2,056             |
| Третя            | 1,333             |
| Четверта         | 0,969             |
| П'ята            | 0,828             |
| Задній хід       | 3,358             |
| Головна передача | 4,133             |

 Передавальні числа КПП Daewoo для інжекторних двигунів об'ємом 1,4:
| Передача         | Передаточне число |
| ---------------- | ----------------- |
| Перша            | 3,545             |
| Друга            | 2,048             |
| Третя            | 1,346             |
| Четверта         | 0,971             |
| П'ята            | 0,763             |
| Задній хід       | 3,333             |
| Головна передача | 4,190             |

##### Приводи коліс
Привод коліс — вали з шарнірами рівних кутових швидкостей. Шарніри періодичного змащення не потребують.

#### Ходова частина

##### Підвіска
Передня підвіска типу Макферсон, незалежна, пружинна, зі стабілізатором поперечної стійкості торсіонного типу та гідравлічними амортизаторними стійками. Задня підвіска напівзалежна, пружинна, з гідравлічними амортизаторами, зі стабілізатором поперечної стійкості торсіонного типу.

##### Колеса і шини
Шини — безкамерні, радіальні, низькопрофільні. Розмір шин 175/70 R13 та 185/60 R14.
```
Символ категорії вантажопідйомності і швидкості
 
— 82Т. Спочатку автомобіль комплектували корейськими шинами «Кумхо», пізніше польськими «Дебіца», тепер
 
— українськими 
«Росава»
.
```

Диски — стальні, штамповані, кріпляться чотирма болтами. Запасне колесо розміщено в виштамповці на дні багажника і закрито килимком багажника.
Маркування дисків 13 5J ET49, 4x100:
- B — Ширина диска в дюймах: 5
- D — Діаметр диска в дюймах: 13
- PCD — Діаметр кола центрів кріпильних отворів в мм: 100
- Кількість болтів: 4
- ET — Виліт (або винесення) диска, вимірюється в мм: 49
- DIA — Діаметр центрального отвору в мм: 56,6
- HUMP — Кільцеві виступи на посадкових полицях ободу, зроблені для безкамерної шини: H2
- J — інформація про конструкцію бортових закраїн ободу

#### Механізм керування

##### Рульове керування
Рульова колонка травмобезпечна, нерегульована з пристроєм проти викрадення, на частину автомобілів установлюють гідравлічний підсилювач. У маточині рульового колеса залежно від комплектації може бути встановлено фронтальну надувну подушку безпеки. Рульовий механізм з зубчастою шестернею-рейкою. Передавальне число 24,5. Зв'язок з колесами здійснюється через рейку, поперечні тяги, кульові шарніри стійок передньої підвіски.

#### Гальмівна система
Автомобіль обладнаний робочою, запасною (аварійною) та стоянковою гальмівними системами. Робоча гальмівна система з двоконтурним гідравлічним приводом, що складається з двох незалежних контурів для гальмування передніх і задніх коліс, розподілених по діагоналі (ліве переднє — праве заднє, праве переднє — ліве заднє), з автоматичним регулятором гальмівних сил задніх гальм в залежності від стану завантаження автомобіля. Забезпечена сигналізацією аварійного рівня гальмівної рідини в резервуарі і приведення гальм в дію. Привод робочої гальмівної системи оснащений вакуумним підсилювачем. Передні гальма дискові, із плаваючою скобою, задні — барабанні, із пристроєм автоматичного регулювання зазорів між гальмовими колодками і барабанами. Роль запасної (аварійної) гальмівної системи виконують кожен з незалежних контурів робочої гальмівної системи. Стоянкове гальмо — ручне, з тросовим приводом на колодки задніх коліс від важеля.

### Електрообладнання[13]
Система електропроводки батарейна, однопровідна, негативний полюс джерел струму з'єднаний із «масою», номінальна напруга 12 В.
У систему електрообладнання автомобіля входять такі вузли:
- Акумуляторна батарея ємністю 55 А або 60 А, не обслуговується. Допускається встановлення акумуляторної батареї ємністю 55-60 А, яку передбачено обслуговувати.
- Генератор змінного струму, з вбудованим випрямлячем, інтегральним регулятором напруги (14 В) і конденсатором, що приводиться в обертання клиновим ременем від шківа колінчастого вала. Передавальне відношення привода генератора — 2,0. Максимальний струм віддачі — 65А, 73А.
- Стартер дистанційного керування з електромагнітним включенням і муфтою вільного ходу, правого напрямку обертання. Пускова потужність — не менше 1 кВт.
- Датчик покажчика рівня палива реостатного типу.
- Вузли електроустаткування комплексної системи управління двигуном (КСУД) [14]:

 — Контролер або електронний блок управління двигуном (ЕБУ) Мікас 7.6 Мікас 10.3, Мікас 11.4;
 — Датчик один або два концентрації кисню;
 — Регулятор холостого ходу;
 — Датчик положення дросельної заслінки;
 — Датчик детонації;
 — Датчик температури охолоджуючої рідини;
 — Датчик тиску масла;
 — Датчик положення колінчастого валу;
 — Датчик швидкості автомобіля;
 — Датчик температури повітря та абсолютного тиску.
- Вимикач світла заднього ходу — електротехнічний прилад з вбудованою контактною групою з механічним приводом.
- Склоочисник вітрового скла — електричний, з двома щітками. Має три режими роботи — переривчастий режим, мала швидкість і підвищена. Забезпечений біметалевим запобіжником.
- Насос омивача вітрового скла відцентрового типу на валу електродвигуна постійного струму із збудженням від постійних магнітів.
- Електрообігрів заднього скла.
- Електродвигун вентилятора обігрівача салону постійного струму із збудженням від постійних магнітів.
- Електродвигун вентилятора радіатора системи охолодження двигуна постійного струму із збудженням від постійних магнітів.
- Вимикач запалювання для увімкнення запалювання, пуску двигуна, увімкнення зовнішнього освітлення та приладів. Встановлений у опорі вала керма, забезпечений пристроєм проти викрадення.
- Звуковий сигнал безрупорний, шумовий, електромагнітного типу, з дисковим резонатором, вібраційний.
- Освітлення зовнішнє і салону, світлова сигналізація: фари з галогенними лампами і габаритними вогнями, коректор фар, передні покажчики поворотів, повторювачі поворотів; задні ліхтарі, які включають: габаритні вогні, протитуманні вогні, покажчики поворотів, вогні світла заднього ходу і стоп — сигнали, ліхтарі освітлення номерного знака, додатковий сигнал гальмування, плафони салону і багажника, освітлення попільнички.
- Комбінація приладів: спідометр з лічильником пройденого шляху, вимірювальні прилади і контрольні лампи.

### Безпека
| Результати Краш-тесту                 |          |
| Зірки згідно з Euro NCAP з Краш-тесту |          |
| Безпека пасажирів                     | 17 балів |
| Безпека дітей                         | 15 балів |

Автомобілі Сенс характеризуються високим ступенем пасивної безпеки, оскільки вони мають міцний кузов від моделі Ланос, а остання за результатами краш-тесту, проведеного у 1998 році за методикою Euro NCAP, отримала неповних три зірки за безпеку, що є дуже непоганим результатом, порівняно з автомобілями інших виробників того часу. При цьому за захист пасажирів він отримав 17 балів, а за захист дітей 15 балів.
Крім того, за результатами краш-тесту, проведеного у 2006 році редакцією газети Авторевю за методикою ARCAP, Chevrolet Lanos Т150 з кузовом седан українського виробництва, оснащений подушкою безпеки водія, набрав 8,1 балів з 16 можливих за фронтальний удар і отримав 2 зірки з 4 можливих за безпеку, що також є непоганим результатом, зокрема в порівнянні з іншими автомобілями виробництва країн СНД та Китаю.
В систему безпеки Сенса входить:
- Попереджувальний світловий сигнал про незастебнутий ремінь безпеки водія, що знаходиться на комбінації приладів, який спалахує при увімкненні запалювання, якщо ремінь безпеки не застебнутий.
- Кріплення для дитячих сидінь. В автомобілі Сенс є три кріплення для дитячого сидіння, що розташовані на задній кришці нижнього обв'язувального бруса кузова автомобіля.
- Трьохточкові ремені безпеки з фіксацією для передніх пасажирів.
- Ремені безпеки для задніх пасажирів.

## Комплектація
Спочатку Sens мав лише одну базову комплектацію, зараз їх є декілька. Базова комплектація S має бампери в колір кузова, повнорозмірне запасне колесо, задні сидіння в пропорції 60/40, дистанційне відкривання багажника й паливного бака (з салону), обігрів заднього скла, аудіопідготовку (динаміки, антену і всю необхідну проводку), сигналізатори увімкнених фар та пристебнутого паска безпеки водія, оббивку з тканини Laid, систему випуску відпрацьованих газів, що відповідає нормам Євро-2. У наступній комплектації SE додається гідропідсилювач керма. На люксову версію SX крім перерахованого встановлюють передні електросклопідйомники, кондиціонер, центральний замок і декоративні ковпаки коліс. Автомобілі які оснащені газобалонним обладнанням, також представлені в трьох вищевказаних комплектаціях.

## Основні відмінності Ланос 1,4 від Сенс 1,3
Основні відмінності Ланос 1,4 від Сенс 1,3 полягають у наступному: 
- Замість двигуна 1,3 потужністю 70 к.с. встановлений двигун об'ємом 1,4 потужністю 77 к.с.;
- Замість коробки передач виробництва МЕМЗ встановлена коробка моделі 96284475 виробництва румунського заводу ДЕУ;
- Замість стартера херсонського заводу встановлено чеський стартер, оснащений вбудованим редуктором для підвищення крутного момента при прокручуванні холодного двигуна, при цьому габарити чеського стартера вдвічі менші від херсонського;
- Замість термостата, встановленого біля радіатора для більш швидкого реагування, термостат вбудований в головку блока циліндрів;
- Передавальне число головної передачі збільшене з 4,13 до 4,17;
- Діаметр веденого диска зчеплення збільшено з 180 до 200 мм.

## Оцінка автомобіля

### Переваги
До переваг автомобіля відносять комфортну підвіску, високий кліренс 160-168мм, невисоку ціну на автомобіль та дешеві запасні частини, просту і надійну конструкцію, досить просторий для класу С салон, практичний багажник із відкидними задніми спинками, хорошу  якість матеріалів,  оптимальний баланс ціна/якість, завдяки чому автомобіль широко використовується в комерції. В порівнянні з автомобілем  Lanos,  модель Sens дешевший та простіший в обслуговуванні, споживає менше палива (особливо в міському циклі: 10,4 літрів пального на 100 км пробігу у Ланос з двигуном 1,5 л та 8,5л у Сенс з двигуном 1,3 л), має невибагливий і простий  двигун та силову  коробку передач, що надає хорошу прохідність. Ще однією перевагою Сенса, є хороше оснащення з 2012. В люксовій комплектації   оснащується,  кондиціонером та гідропідсилювачем керма  на відміну від автомобілів, включаючи продукцію ВАЗ при  схожій ціні.

### Недоліки
Серед недоліків автомобіля найчастіше називають невисоку надійність коробки передач (в процесі експлуатації коробка може шуміти під час руху автомобіля, з неї може підтікати олива, можуть туго перемикатись передачі, можуть виходити з ладу шестерні, підшипники і інші складові частини коробки  — всі перераховані недоліки усуваються шляхом ремонту коробки передач), погану шумоізоляцію, на більшості автомобілів відсутність тахометра, на деяких автомобілях на холостому ходу «плавають» оберти двигуна в діапазоні від 800 до 1200 об/хв, деякі автомобілі перших років випуска,  характеризуються підвищеним споживанням палива (попередні два недоліки усувається шляхом перепрограмування КСУД двигуна).

### Доступність запчастин
Купити запчастини для автомобілів Sens на території України особливих труднощів не становить, так як модель має тривалу історію (при цьому автомобіль практично не змінювався), виготовляється в Україні і має широку мережу дилерів. Отже, наприклад, багато запчастини Daewoo Lanos можна використовувати і для ЗАЗ Sens. Але при цьому, не слід все-таки забувати про деякі відмінності між автомобілями Sens і Lanos, які мають, наприклад, різні двигуни та коробки передач.

## Ціна і гарантія
Базова ціна в Україні на автомобілі ЗАЗ Sens з кузовом седан станом на 28.01.2012 року становить 63 040,00 грн., ціни на модель з ГБО починаються з 74 080,00 грн. Ціни на автомобілі з кузовом хетчбек починаються з 66 880 грн. Гарантія на ЗАЗ Sens становить 3 роки або 100 000 кілометрів пробігу. Міжсервісний інтервал становить 15 000 кілометрів.

## Продажі

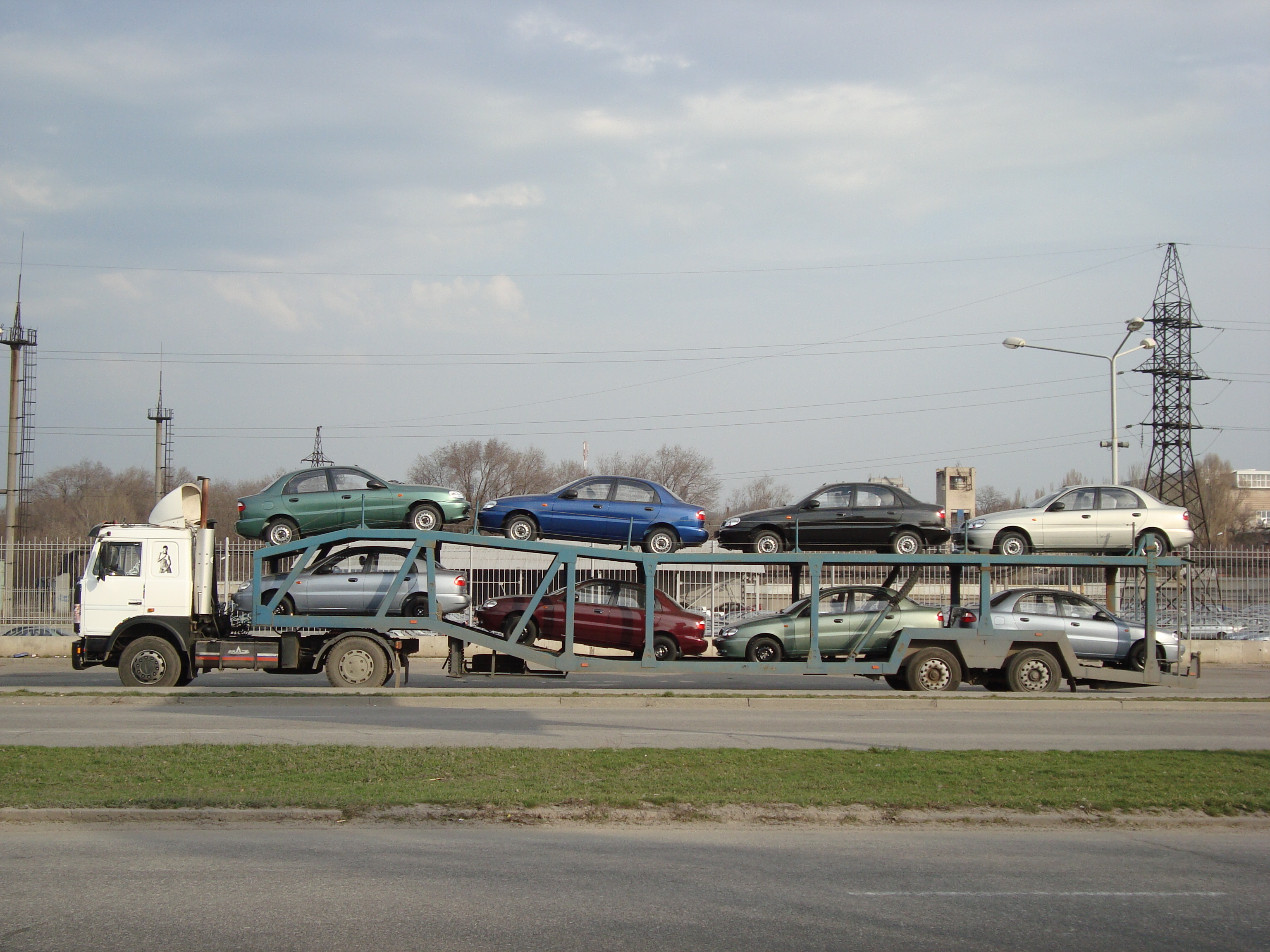
ЗАЗ Sens (Т100) та ЗАЗ Lanos (Т100) (на автовозі), виробництва «ЗАЗ» («Укравто»)

З моменту своєї появи Sens задумувався як дешевша альтернатива Daewoo Lanos на українському ринку, тому продавався він виключно на українському ринку, хоча певний час автомобіль експортувався в Росію. Sens користується значною популярністю серед покупців. З 2012 року Сенс обійшов по продажах Ланос, ставши найпродаванішою моделлю АвтоЗАЗ, а в 2013 році крім того Сенс став найпродаванішою моделлю в Україні.
| Рік  | Продажі Daewoo/ЗАЗ Sens |
| ---- | ----------------------- |
| 2006 | 18 231                  |
| 2007 | 17 326                  |
| 2008 | ?                       |
| 2009 | 1 044                   |
| 2010 | 2 151                   |
| 2011 | 5 750                   |
| 2012 | 6 837                   |
| 2013 | 7 096                   |